# Илия Цанов
Илия х.Томакев Цанов е български адвокат, политик, един от водачите на Либералната партия непосредствено след Освобождението на България.
Известен преди Освобождението и като Илийчо ефенди, той участва като адвокат в процеса срещу заловените Ботевите четници (Русе, 1876) и успява да замени смъртните им присъди със заточение.
Той е външен министър по време на Съединението и Сръбско-българската война през 1885 г.

## Биография
Илия Цанов е роден във Видин на 15 юли 1835 г. в семейството на чорбаджи Тома(ки) Цанов и Екатерина Шишманова (наследничка и носеща кръвта на големия български род Шишманови). Той е по-голям брат на политика Найчо Цанов.
Илия Цанов учи в Свищов, след което работи в османската администрация в родния си град. От 1868 г. е адвокат в търговския съд в София. През 1876 г. е защитник на заловените участници в Ботевата чета и успява да постигне замяната на смъртната присъда на някои от тях, включително на Кирил Ботев – брат на войводата, със заточение.
След Освобождението Цанов първоначално работи в администрацията на Временното руско управление. Той е сред водачите на Либералната партия и е избиран за народен представител в Учредителното събрание (1879), I обикновено народно събрание (1879), II обикновено народно събрание (1880 – 1881), IV обикновено народно събрание (1884 – 1886) и III велико народно събрание (1886 – 1887).
През 1883-1884 г. е дипломатически агент на България в Цариград. От 1884 до 1886 г. е министър на външните работи и изповеданията в правителството на Петко Каравелов. На тази длъжност участва в преговорите за сключването на Топханенския акт през 1886 г. 
След идването на Стефан Стамболов на власт, той е арестуван и заедно с Петко Каравелов е хвърлен в затвора, делото му е обругано, а заслугите му към България – отречени. След като бива освободен от затвора, се връща към адвокатската професия, но е твърде болен за да работи активно. Налага се да разпродава бащините си ниви, за да издържа семейството си.
Илия Цанов умира като бедняк в София на 14 март 1901 г.  IX Обикновено народно събрание решава да бъде погребан на държавни разноски и на погребението да присъстват всички народни представители. 
| „ | За Видин и окръга му и за чисто българските земи в Македония България е готова да пожертва и последния си гражданин. | “ |
| негови думи, казани по повод австрийките предложения за териториални компенсации на Сърбия преди Сръбско-българската война | |   |

## Деца
Елена /Лена/ Илиева Катранова; Кена Илиева Сарафова; Зора Илиева Димитрова; Вана Илиева Бичева и Радан Илиев Цанов

## Признателност
Почетен граждани на град Видин и общината – Общински съвет Видин 04.10.2016 г.
На Илия Цанов е наречена улица в квартал „Люлин“ в София (Карта).
По поръчка на Висшия адвокатски съвет скулпторът Бойко Джакерски изработва паметни плочи с барелефа на Илия Цанов, които са поставени в София пред Националното бюро за правна помощ и в Русе пред административната част на Историческия музей - бившият конак, където са се провели съдебните процеси през 1876 г. срещу Ботевите четници.